# Прапор Заставнівського району
Прапор Заставнівського району — офіційний символ Заставнівського району Чернівецької області. Автор проекту прапора  — А. Гречило.

## Опис
Прапор району являє собою прямокутне полотнище із співвідношенням сторін 2:3. З нижніх кутів до середини верхнього краю сходяться дві білі смуги шириною 1/5 ширини прапора. У верхньому зеленому полі знаходяться два золоті букові горішки, в нижньому синьому — золотий короп. 
Прапор може використовуватися всіма державними установами, органами місцевого самоврядування, громадськими організаціями чи окремими громадянами.

## Символіка
- Букові горішки вказують на адміністративну приналежність району до Чернівецької області.
- Короп є символом природних багатств регіону.